# Мірослав Ігначак
Мирослав Ігначак (словац. Miroslav Ihnačák; 19 лютого 1962, м. Попрад, ЧССР) — словацький хокеїст, правий нападник, згодом тренер.

## Ігрова кар'єра
Виступав за ХК «Кошиці», «Торонто Мейпл-Ліфс», «Сент-Кетерін Сейнтс» (АХЛ), «Нью-Маркет Сейнтс» (АХЛ), «Детройт Ред-Вінгс», «Адірондак Ред-Вінгс» (АХЛ), «Галіфакс Сітаделс» (АХЛ), «Берлін Пройссен», ХК «Цуг», ХК «Маннгаймер», ХК «Попрад», «Мілвокі Адміралс» (АХЛ), ХК «Сельб», ХК «Мартін».
У чемпіонатах НХЛ — 56 матчів (8+9), у турнірах Кубка Стенлі — 1 матч (0+0). У чемпіонатах Чехословаччини — 199 матчів (119+102). У чемпіонатах Словаччини — 377 матчів (123+198), у плей-оф — 5 матчів (0+3). У чемпіонатах Швейцарії — 7 матчів (6+2).
У складі національної збірної Чехословаччини провів 24 матчі (8 голів). У складі національної збірної Словаччини провів 12 матчів (10 голів); учасник чемпіонату світу 1995 (група B). У складі юніорської збірної Чехословаччини учасник чемпіонату Європи 1980.
Брат: Петер Ігначак, племінник: Брайан Стівен Ігначак теж хокеїсти.
Досягнення
- Чемпіон Чехословаччини (1986)
- Чемпіон Словаччини (1995, 1999).

Тренерська кар'єра
- Головний тренер «Спішска Нова Вес» (1-а ліга, 2010—11).
- Головний тренер «Михайлівці» (1-а ліга, 2011).
- Головний тренер «Кошиці» (Екстраліга, з 2011).